# Potez 60
Потез 60 (фр. Potez 60, также Potez 600, P.600 или Po.600) — лёгкий спортивный туристический и учебный самолёт французской фирмы Potez.

## История
Первый полёт Роtez 60 состоялся в августе 1934 года. С 1935 года началось серийное производство. Количество выпущенных машин было невелико, однако часть их была закуплена ВВС Франции и использовалась в качестве учебных. 
После начала Второй мировой войны и капитуляции Франции в июне 1940 года, часть самолётов была захвачена нацистской Германией и отправлена в немецкие авиашколы. После окончания Второй мировой войны все оставшиеся самолёты были демобилизованы. Часть из них используется до сих пор.

## Лётные данные
- Размах крыла, м: 10.00
- Длина самолёта, м: 6.97
- Высота самолёта, м: 2.35
- Площадь крыла, м²: 14.00
- Масса пустого самолёта, кг: 285
- Максимальная взлётная, кг: 547
- Тип двигателя: Potez 3B
- Мощность, л. с.: 1 х 60
- Максимальная скорость, км/ч: 150
- Крейсерская скорость, км/ч: 130
- Практическая дальность, км: 720
- Практический потолок, м: 3500
- Экипаж, чел: 2